# جون بوند تريفور
جون بوند تريفور (بالإنجليزية: John Bond Trevor)‏ هو خبير مالي أمريكي، ولد في 1822 في فيلادلفيا في الولايات المتحدة، وتوفي في 1890 في يونكيرس في الولايات المتحدة.